# Herman Goudswaard
Herman Goudswaard (Leiden, 18 maart 1930 - Barneveld, 22 mei 2009) was directeur van de Nederlandse organisatie Near East Ministry en een bekend persoon in evangelische kringen.
Goudswaard is opgegroeid in een kuyperiaans gereformeerd gezin. In 1967 onderging hij in Papoea-Nieuw-Guinea een geloofsvernieuwing. Uit onvrede met de liberale koers van de Gereformeerde kerken stapte hij over naar een pinkstergemeente. Later zou hij terechtkomen in een evangelische gemeente.
Hij was docent aan de Christelijke Hogere Landbouwschool. Aan het begin van de jaren zeventig raakte Goudswaard betrokken op Israël. Hij was een belangrijke stimulator achter de wakes die destijds voor de ambassade van de Sovjet-Unie in Den Haag werden gehouden. Het doel van de wakes was de vrijlating en verbetering van de positie van Joden in de Sovjet-Unie.
In 1978 liet hij het onderwijs voor wat het was en werd directeur van Near East Ministry in Voorthuizen. Daar volgde hij Jan Willem van der Hoeven op. Goudswaard wilde bijdragen aan het bouwen van bruggen tussen Joden en Arabieren; de NEM ziet een profetische verzoening tussen deze volken. In 1996 nam Goudswaard afscheid van de NEM.
Na zijn vertrek bleef hij veel aandacht schenken aan Israël. Zo organiseerde hij gebedsbijeenkomsten en hield hij regelmatig lezingen. Verder schreef hij een aantal boeken over onder andere het Oude Testament en het jodendom.
Ook hield Goudswaard zich na zijn vertrek bij Near East Ministry bezig met de rol van Japan tijdens de Tweede Wereldoorlog. Hij wilde een bijdrage leveren aan de verzoening tussen Japan en de door haar gemaakte slachtoffers. Zijn vrouw Annie had tijdens de oorlog in een Japans concentratiekamp gezeten. Hij hielp haar ook bij haar zoektocht naar het graf van haar vader die als een dwangarbeider in een koolmijn in Japan het leven had verloren. Ze slaagden er uiteindelijk in een monument met erop haar vaders naam te vinden.